# Carl Nordenfalk (ämbetsman)
Carl Olof Christian Johan Nordenfalk (i riksdagen kallad Nordenfalk i Halmstad), född 15 februari 1833 i Törnsfalls församling, Kalmar län, död där 12 juni 1909, var en svensk politiker och ämbetsman.

## Biografi
Carl Nordenfalk var son till friherren Johan Nordenfalk och Maria Risellsköld. Nordenfalk tog hovrättsexamen 1856, blev notarie vid Svea hovrätt samma år och vice häradshövding 1859. Han var expeditionschef på Sjöförsvarsdepartementet 1870–1882, och blev 1873 utnämnd till assessor vid hovrätten.
Nordenfalk var landshövding i Hallands län 1883–1902. Ett av hans största intressen var kommunikationsfrågor, där han var mycket aktiv. Han var också ordförande i länets hushållningssällskap (1884) och hedersledamot vid Örlogsmannasällskapet i Karlskrona (1876).
Nordenfalk var riksdagsledamot vid ståndsriksdagarna 1862–1863 och 1865–1866. Han tillhörde då riddarhusets moderat-liberala fraktion och var för införandet av tvåkammarsystem. Han satt åter i riksdagen 1898–1906, då han i första kammaren representerade Hallands län. Han var en frihandelsförespråkare med ganska konservativ läggning. Han var ledamot i särskilt utskott 1899 och 1903 samt i tillfälligt utskott 1901. Nordenfalk var yngre bror till riksdagsmannen Johan Nordenfalk (1830–1901).
1880 gifte han sig med grevinnan Sophie Piper (1856-1940) från Löfstad i Östergötland.
Carl Nordenfalk är begravd på Kimstads kyrkogård intill sin fru i den Piperska familjegraven.